# Ormosia arcuata
Ormosia arcuata là một loài ruồi trong họ Limoniidae. Chúng phân bố ở miền Tân bắc.